# 里德貝格半島
73°10′S 79°45′W / 73.167°S 79.750°W
里德貝格半島（英語：Rydberg Peninsula）是南極洲的半島，位於帕爾默地，長30英里，美國地質調查局根據測量和美國海軍空中照片被繪入地圖，以海軍上校命名。